# Arise Oh Compatriots, Nigeria’s Call Obey
Arise Oh Compatriots, Nigeria’s Call Obey („Powstańcie patrioci, usłuchajcie wezwania Nigerii”) –dawny hymn państwowy Nigerii. Został on przyjęty w roku 1978, i zmieniony w maju 2024 roku. Słowa napisali John A. Ilechukwu, Eme Etim Akpan, B.A. Ogunnaike, Sotu Omoigui oraz P.O. Aderibigbe, a muzykę skomponował Benedict Elide Odiase.

## Oficjalne słowa angielskie
Arise, O compatriots,
Nigeria’s call obey
To serve our Fatherland
With love and strength and faith.
The labour of our heroes past
Shall never be in vain,
To serve with heart and might
One nation bound in freedom, peace and unity.
O God of creation,
Direct our noble cause;
Guide our Leaders right:
Help our Youth the truth to know,
In love and honesty to grow,
And living just and true,
Great lofty heights attain,
To build a nation where peace and justice reign.